# Fred F. Sears
 (novembre 2023).
Si vous disposez d'ouvrages ou d'articles de référence ou si vous connaissez des sites web de qualité traitant du thème abordé ici, merci de compléter l'article en donnant les références utiles à sa vérifiabilité et en les liant à la section « Notes et références ».
Fred F. Sears (né Frederick Francis Sears à Boston, Massachusetts, le 7 juillet 1913 – mort à Hollywood le 20 novembre 1957) est un acteur et un réalisateur américain.

## Biographie
Directeur dramatique et enseignant à Boston, Sears est engagé comme directeur de dialogues chez Columbia Pictures en 1946. Il tient d'abord des rôles mineurs dans les productions de la compagnie, jouant dans une palette diversifiée de films, puis obtient des rôles de plus en plus importants et est crédité sous le nom de Fred Sears. Il joue ainsi notamment dans la série Blondie et dans les westerns de Charles Starrett.
Sears s'intègre à l'équipe de Starrett et on lui permet de commencer la réalisation en 1949 (crédité sous le nom de Fred F. Sears). L'équipe bénéficie de peu de moyen et la réputation de Sears de faire avec peu attire l'attention du producteur Sam Katzman. Il recrute Sears pour la série Blackhawk (1952). Après la fin de la collaboration de Sears avec Starrett, Katzman l'engage à plein temps. Il travaillera les cinq années suivantes sur divers films, dont les plus populaires sont les comédies musicales Rock Around the Clock et Don't Knock the Rock de Bill Haley, ainsi que les films de science-fiction Les soucoupes volantes attaquent et The Giant Claw.

## Filmographie

### comme réalisateur
- 1949 : Desert Vigilante (en)
- 1949 : Horsemen of the Sierras (en)
- 1950 : Across the Badlands

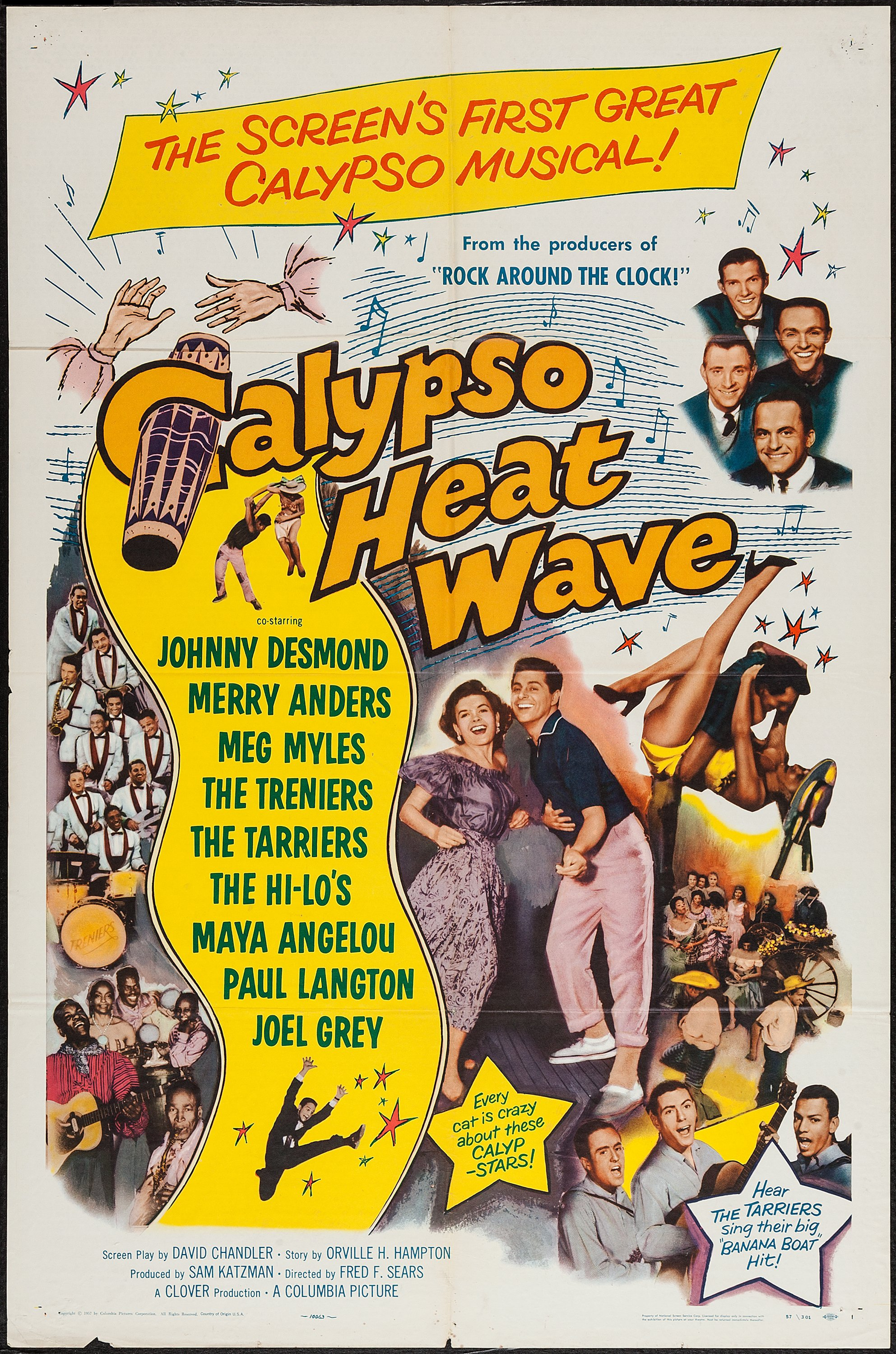
Affiche du film Calypso Heat Wave (1957).

- 1950 : Raiders of Tomahawk Creek (en)
- 1950 : Lightning Guns (en)
- 1951 : Prairie Roundup (en)
- 1951 : Ridin' the Outlaw Trail (en)
- 1951 : Snake River Desperadoes (en)
- 1951 : Bonanza Town (en)
- 1951 : Pecos River
- 1952 : Smoky Canyon (en)
- 1952 : The Hawk of Wild River (en)
- 1952 : Blackhawk
- 1952 : Last Train from Bombay (en)
- 1952 : The Kid from Broken Gun (en)
- 1953 : Target Hong Kong (en)
- 1953 : Les Forbans du désert (Ambush at Tomahawk Gap (en))
- 1953 : The 49th Man (en)
- 1953 : Commando du ciel (en) (Sky Commando)
- 1953 : Mission Over Korea (en)
- 1953 : The Nebraskan (en)
- 1953 : El Alaméin (en)
- 1954 : Overland Pacific (en)
- 1954 : Massacre Canyon (en)
- 1954 : Meurtres sur commande (The Miami Story (en))
- 1954 : The Outlaw Stallion (en)
- 1955 : Wyoming Renegades (en)
- 1955 : Cellule 2455, couloir de la mort (Cell 2455 Death Row (en))
- 1955 : Meurtres à responsabilité limitée (Chicago Syndicate)
- 1955 : Apache Ambush (en)
- 1955 : Teen-Age Crime Wave (en)
- 1956 : Inside Detroit (en)
- 1956 : Fury at Gunsight Pass (en)
- 1956 : Rock Around the Clock
- 1956 : Les soucoupes volantes attaquent (Earth vs. the Flying Saucers)
- 1956 : Meurtres à Miami (Miami Exposé)
- 1956 : The Werewolf
- 1956 : Cha-Cha-Cha Boom! (en)
- 1956 : Rumble on the Docks (en)
- 1956 : Don't Knock the Rock
- 1957 : Le Traquenard des Sans-Loi (Utah Blaine (en))
- 1957 : The Night the World Exploded
- 1957 : The Giant Claw
- 1957 : Calypso Heat Wave
- 1957 : Escape from San Quentin (en)
- 1958 : The World Was His Jury (en)
- 1958 : Going Steady
- 1958 : Crash Landing
- 1958 : Le Pays des sans-loi (Badman's Country (en))
- 1958 : Ghost of the China Sea (en)